# Autopista Richardson
La Autopista Richardson y oficialmente Ruta 4 (en inglés como Richard Highway) es una carretera estatal ubicada a 368 millas (562 km) al oeste de Valdez en el estado de Alaska. La autopista inicia en el Sur desde la Autopista Marina de Alaska en Valdez hacia el Norte en la Autopista George Parks en Fairbanks. La autopista tiene una longitud de 592 km (368 mi).

## Mantenimiento
Al igual que las carreteras estatales, las carreteras federales, la Autopista Richardson es administrada y mantenida por el Departamento de Transporte y Servicios Públicos de Alaska por sus siglas en inglés DOT&PF.

## Localidades principales
La autopista Richardson es atravesada por las siguientes localidades.

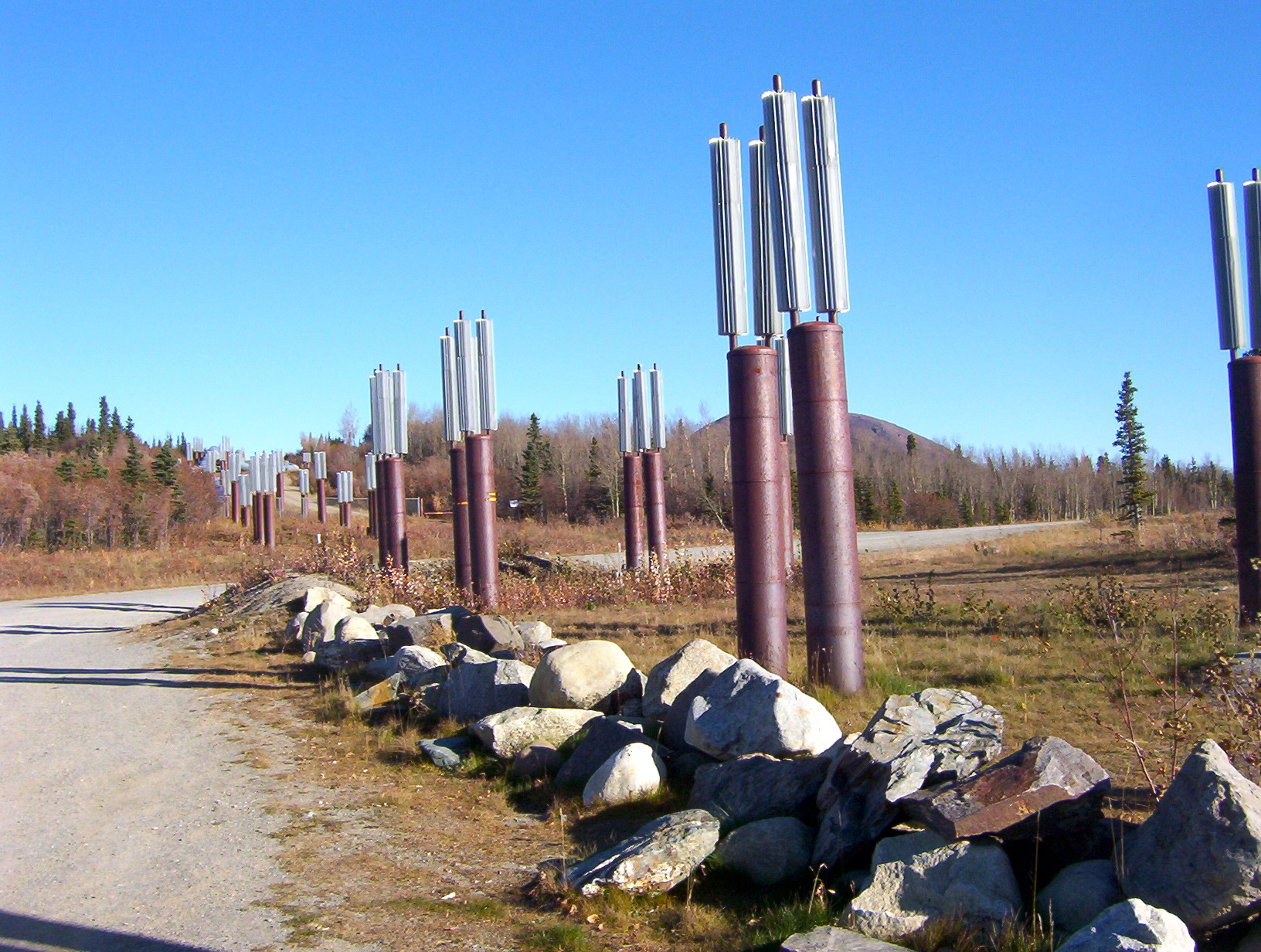
Una cruz enterrada a lo largo de un gasoducto.

Lago Pippin, cerca de Copper Center, situado junto a la autopista Richardson.

- Valdez, sin miliario (The Milepost la lista como 4 millas (6,44 km) desde la milla 0)
- Old Valdez (destruida en el terremoto de Alaska de 1964), Milla 0 (km 0)
- Copper Center, Milla 100 (km 162)
- Glennallen (Autopista Glenn), Milla 115 (km 185)
- Gulkana, Milla 127 (km 204)
- Gakona Junction (Tok Cut-Off), Milla 129 (km 207)
- Paxson (Autopista Denali), Milla 186 (km 299)
- Isabel Pass, donde la autopista cruza la cordillera de Alaska
- Black Rapids Roadhouse
- Fort Greely, Milla 261 (km 420)
- Delta Junction (Autopista Alaska), Milla 266 (km 428)
- Big Delta (Alaska) y Rika's Landing Roadhouse, Milla 275
- Salcha, Milla 325 (km 524)
- Base de la Fuerza Aérea Eielson, Milla 341 (km 549)
- North Pole, Milla 349 (km 562)
- Fairbanks, Milla 364 (km 586)